# Jordi Forbè
Jordi Forbè o Jordi Fobè (en llatí Georgius Phorbenus o Georgius Phobenus, en grec Γεώργιος ὁ Φυρβηνός), fou un jurista romà d'Orient de data incerta.
Se l'esmenta com Δικαιόφυλαξ Θεσσαλονίκης ("Jutge a Tessalònica").
Va escriure dues dissertacions molt breus:
- 1. Περὶ ὑποβόλου, De Donatione super Nuptias.
- 2. Περὶ ἀποτυχίας, De Casso.

Va escriure també alguns escolis sobre la Basilica, una obra jurídica de Lleó VI el Filòsof que incorpora un gran nombre de lleis i constitucions (codis) anteriors. El cita Lleó Al·laci.